# Liga del Fútbol Profesional Boliviano 1978
La Liga del Fútbol Profesional Boliviano 1978 è stata la 2ª edizione della massima serie calcistica della Bolivia, ed è stata vinta dal Bolívar.

## Formula
Il campionato è diviso in due fasi: dalla prima passano 10 delle 16 squadre del torneo. La seconda seleziona le quattro che si disputano la vittoria finale in un quadrangolare. A differenza della stagione precedente, i punteggi ottenuti nella prima fase vengono sommati a quelli della fase precedente.

## Prima fase

### Serie A
| Pos. | Squadra           | Pt | G  | V | N | P  | GF | GS | DR  |
| ---- | ----------------- | -- | -- | - | - | -- | -- | -- | --- |
| 1.   | San José          | 20 | 16 | 7 | 6 | 3  | 25 | 13 | +12 |
| 1.   | Always Ready      | 20 | 16 | 7 | 6 | 3  | 27 | 23 | +4  |
| 3.   | Oriente Petrolero | 19 | 16 | 6 | 7 | 3  | 33 | 17 | +16 |
| 3.   | The Strongest     | 19 | 16 | 7 | 5 | 4  | 28 | 21 | +7  |
| 5.   | Petrolero         | 17 | 16 | 6 | 5 | 5  | 24 | 22 | +2  |
| 6.   | Stormer's         | 13 | 16 | 4 | 5 | 7  | 19 | 22 | -3  |
| 7.   | Guabirá           | 12 | 16 | 3 | 6 | 7  | 20 | 36 | -16 |
| 8.   | Aurora            | 9  | 16 | 3 | 3 | 10 | 11 | 35 | -24 |

### Serie B
| Pos. | Squadra             | Pt | G  | V | N | P  | GF | GS | DR  |
| ---- | ------------------- | -- | -- | - | - | -- | -- | -- | --- |
| 1.   | Bolívar             | 21 | 16 | 9 | 3 | 4  | 45 | 17 | +28 |
| 1.   | Wilstermann         | 21 | 16 | 9 | 3 | 4  | 30 | 16 | +14 |
| 3.   | Deportivo Bata      | 18 | 16 | 7 | 4 | 5  | 34 | 23 | +11 |
| 4.   | Blooming            | 17 | 16 | 7 | 3 | 6  | 27 | 32 | -5  |
| 5.   | Deportivo Municipal | 16 | 16 | 5 | 6 | 5  | 29 | 23 | +6  |
| 5.   | Ind. Unificada      | 16 | 16 | 6 | 4 | 6  | 23 | 28 | -5  |
| 7.   | Real Santa Cruz     | 14 | 16 | 5 | 4 | 7  | 28 | 29 | -1  |
| 8.   | 20 de Agosto        | 4  | 16 | 1 | 2 | 13 | 14 | 60 | -46 |

## Seconda fase

### Serie A
| Pos. | Squadra        | Pt | G  | V  | N | P  | GF | GS | DR  |
| ---- | -------------- | -- | -- | -- | - | -- | -- | -- | --- |
| 1.   | Bolívar        | 33 | 24 | 15 | 3 | 6  | 72 | 31 | +41 |
| 2.   | Always Ready   | 32 | 24 | 13 | 6 | 5  | 46 | 36 | +10 |
| 2.   | Deportivo Bata | 25 | 24 | 10 | 5 | 9  | 48 | 40 | +8  |
| 2.   | Petrolero      | 23 | 24 | 9  | 5 | 10 | 37 | 42 | -5  |
| 5.   | The Strongest  | 22 | 24 | 8  | 6 | 10 | 45 | 27 | -2  |

### Serie B
| Pos. | Squadra             | Pt | G  | V  | N | P  | GF | GS | DR  |
| ---- | ------------------- | -- | -- | -- | - | -- | -- | -- | --- |
| 1.   | Wilstermann         | 33 | 24 | 14 | 5 | 6  | 47 | 23 | +24 |
| 1.   | Oriente Petrolero   | 29 | 24 | 11 | 7 | 6  | 49 | 30 | +19 |
| 3.   | San José            | 27 | 24 | 9  | 9 | 6  | 37 | 28 | +9  |
| 3.   | Blooming            | 25 | 24 | 11 | 3 | 10 | 43 | 51 | -8  |
| 5.   | Deportivo Municipal | 20 | 24 | 6  | 8 | 10 | 38 | 41 | -3  |

## Terza fase
| Pos. | Squadra           | Pt | G | V | N | P | GF | GS | DR |
| ---- | ----------------- | -- | - | - | - | - | -- | -- | -- |
| 1.   | Bolívar           | 8  | 6 | 3 | 2 | 1 | 10 | 8  | +2 |
| 1.   | Wilstermann       | 8  | 6 | 4 | 0 | 2 | 14 | 13 | +1 |
| 3.   | Oriente Petrolero | 5  | 6 | 2 | 1 | 3 | 17 | 11 | +6 |
| 4.   | Always Ready      | 3  | 6 | 1 | 1 | 4 | 11 | 20 | -9 |

### Finale
| Arbitro: | Antequera |

|              |            |         |
| Aragonés 75’ | Marcatori  |         |
| Blacut       | Allenatori | Pavicic |

## Verdetti
- Bolívar campione nazionale
- Bolívar e Wilstermann in Coppa Libertadores 1979
- 20 de Agosto retrocesso

## Classifica marcatori
| Gol |  |  | Giocatore              | Squadra         |
| --- |  |  | ---------------------- | --------------- |
| 39  |  |  | Jesús Reynaldo         | Bolívar         |
| 27  |  |  | Daniel Castro          | Blooming        |
| 25  |  |  | Carlos Aragonés        | Bolívar         |
| 23  |  |  | Juan Américo Díaz      | Always Ready    |
| 20  |  |  | Hercílio da Costa      | Wilstermann     |
| 20  |  |  | Porfirio Jiménez       | Bolívar         |
| 19  |  |  | Humberto Arrieta       | Ind. Unificada  |
| 18  |  |  | Ovidio Messa           | The Strongest   |
| 18  |  |  | Santiago García Suárez | Real Santa Cruz |